# Le Pour et Contre
Ne doit pas être confondu avec Le Pour et le Contre.
Le Pour et Contre est un journal littéraire et culturel fondé en 1733 par Antoine François Prévost, et disparu en 1740.
Le titre de ce périodique, dont les gazettes anglaises lui ont donné l’idée lors d’un séjour à Londres, vient de ce que l’abbé Prévost ambitionnait de remplacer Le Nouvelliste du Parnasse de l’abbé Desfontaines qui était tombé l’année précédente, se proposait d’exposer le pour et le contre de chaque question sans prendre parti.
Prévost éditera le Pour et Contre de façon presque ininterrompue jusqu’en 1740, jusqu’au tome 20.

## Éditions
- Le Pour et contre, Genève, Slatkine Reprints, 1967, t. 1-17 par Prévost ; t. 8 par Desfontaines et Charles-Hugues Le Febvre de Saint-Marc, (OCLC 300832180).